# Trio à cordes de Vienne
Le Trio à cordes de Vienne (en allemand : Wiener Streichtrio) est trio à cordes autrichien fondé en 1972.

## Présentation
Le Trio à cordes de Vienne est un ensemble de musique chambre en effectif trio à cordes (soit un violon, un alto et un violoncelle) fondé en 1972. Constitué des solistes de l'Orchestre symphonique de Vienne, il est composé de : 
- au violon : Thomas Kakuska (1972-1981), Jan Pospichal (depuis 1981) ;
- à l'alto : Tomislav Sestak (1972-1981), Wolfgang Klos (depuis 1981) ;
- au violoncelle : Wilfried Rehm, Orfeo Mandozzi (de).

Les instruments joués par les interprètes sont, pour le violon, un A. et R. Gagliano de 1802, pour l'alto un G. B. Ceruti de 1978 et pour le violoncelle un F. Garimberti de 1925.

## Créations
Le Trio à cordes de Vienne est le créateur de plusieurs œuvres, de Rainer Bischof (de) (Trio à cordes, op. 26, 1991), Friedward Blume (Trio, op. 21, 1985), Adolf Busch (Trio, op. 24, 1988), Gottfried von Einem (Trio, op. 74, 1985), Kurt Rapf (en) (Trio, 1976 ; Quatuor avec piano, 1987), Wilhelm Stärk (Trio, op. 73, 1982), Richard Strauss (Variations pour trio à cordes, 1986), Egon Wellesz (Trio à cordes, 1962) et Leopold von Zenetti (Trio, 1980), notamment. 